# Михайленко, Владимир Иванович
Владимир Иванович Михайленко (11 апреля 1960, Москва) — советский футболист, защитник и полузащитник. Мастер спорта СССР.

## Биография
Воспитанник футбольной школы московского «Локомотива», с 1978 года выступал за дубль команды. 27 октября 1980 года сыграл единственный матч за основной состав «железнодорожников» — в игре высшей лиги против киевского «Динамо» вышел на замену на 82-й минуте вместо Виктора Шишкина.
В 1981 году выступал за «Торпедо» (Тольятти), а с 1982 года в течение шести сезонов — за элистинский «Уралан». В начале 1988 года вместе с товарищем по «Уралану» Юрием Климовым перешёл в горьковский «Локомотив», но не закрепился в составе, сыграв только шесть матчей в первенстве страны и 4 — в Кубке РСФСР. Вторую половину сезона 1988 года доигрывал в «Уралане». В общей сложности сыграл за клуб из Элисты более 150 матчей.
Дальнейшая судьба неизвестна.